# Halecium muricatum
Halecium muricatum är en nässeldjursart som först beskrevs av Ellis och Daniel Solander 1786.  Halecium muricatum ingår i släktet Halecium och familjen Haleciidae. Arten är reproducerande i Sverige. Inga underarter finns listade i Catalogue of Life.